# Lene Padilha
Lene Padilha, nome artístico de Rosilene Furtado Padilha (Vila-Que-Era, Bragança, 30 de agosto de 1989) é professora e ceramista tradicional de louçaria, fazendo desde panelas de barro à joias em cerâmica.

## Biografia

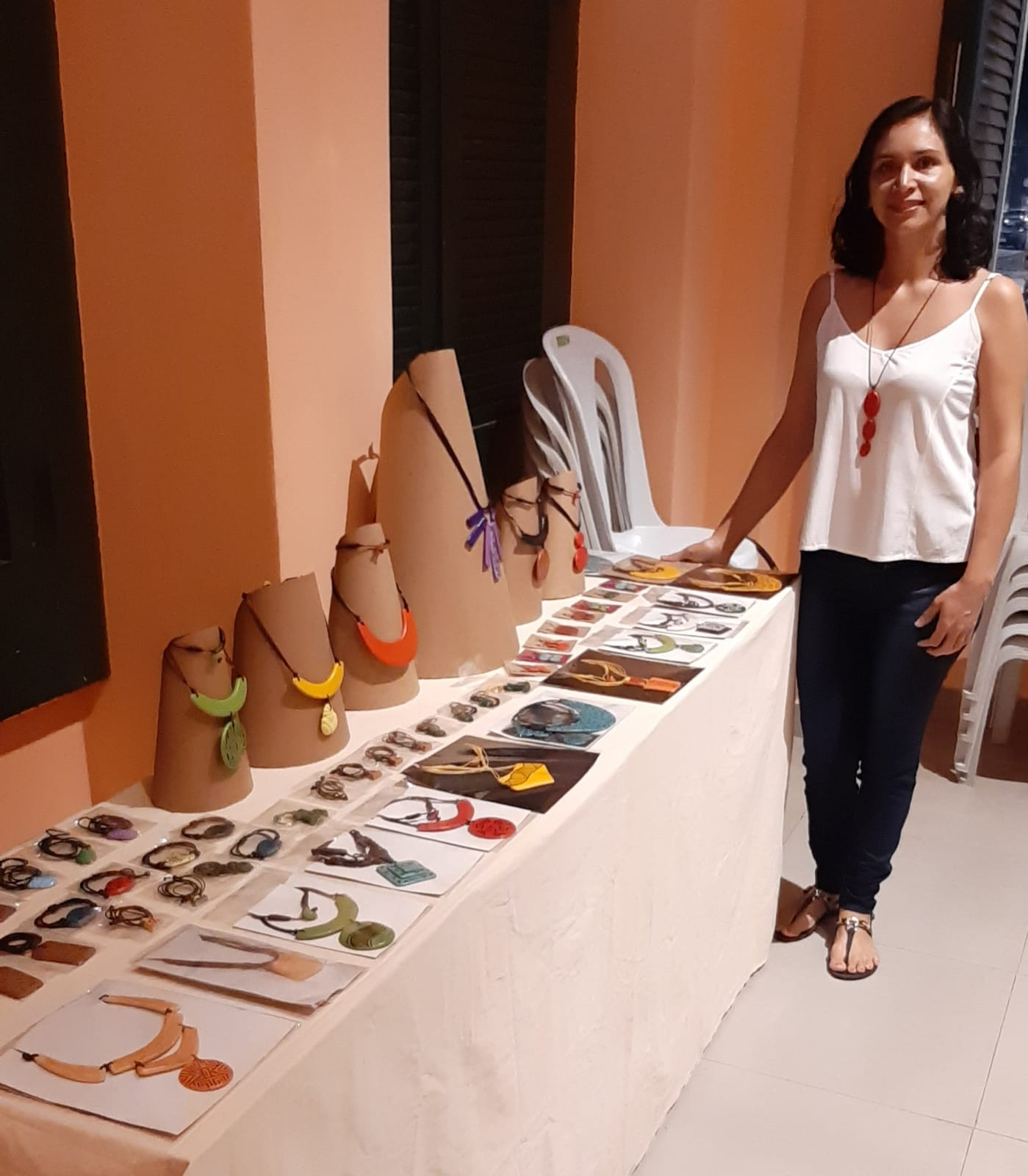
Lene Padilha.

Lene Padilha, ou professora do barro, como foi apelidada por sua mãe, é uma ceramista que encontrou na rotina familiar de louceiras, que interliga o passado, o presente e o futuro na cerâmica, os quais, remetem às memórias daquele povo que habitou a região do Caeté. Um dialogo entre o fazer ancestral de panelas de barros e as joias em cerâmica. Nasceu dentro da casa da sua avó materna no dia 30 de agosto de 1989, na comunidade Vila-Que-Era, no município de Bragança-PA. Seu nome do meio, Furtado, vem das louceiras de Vila-Que-Era, e seu sobrenome Padilha, vem de sua família paterna da comunidade Camutá, município de Bragança-PA, na qual hoje, reside. Desde de criança, viveu transitando entre as  comunidade Camutá e Vila-Que-Era, se considerando filha das duas vilas. Seu ensino fundamental e médio foi todo em escola pública, aluno multiserie, concluiu seu ensino fundamental através da EJA. É formada em licenciatura em língua portuguesa, pela Universidade Federal do Pará, campus Bragança, em 2015, sendo a primeira da sua família e da comunidade a ter o ensino superior. Contudo, não se identificou com a área da educação, vindo a se identificar na área de fazer e ensinar cerâmica, assim, chegando a ministrar cursos e oficinas de cerâmica.

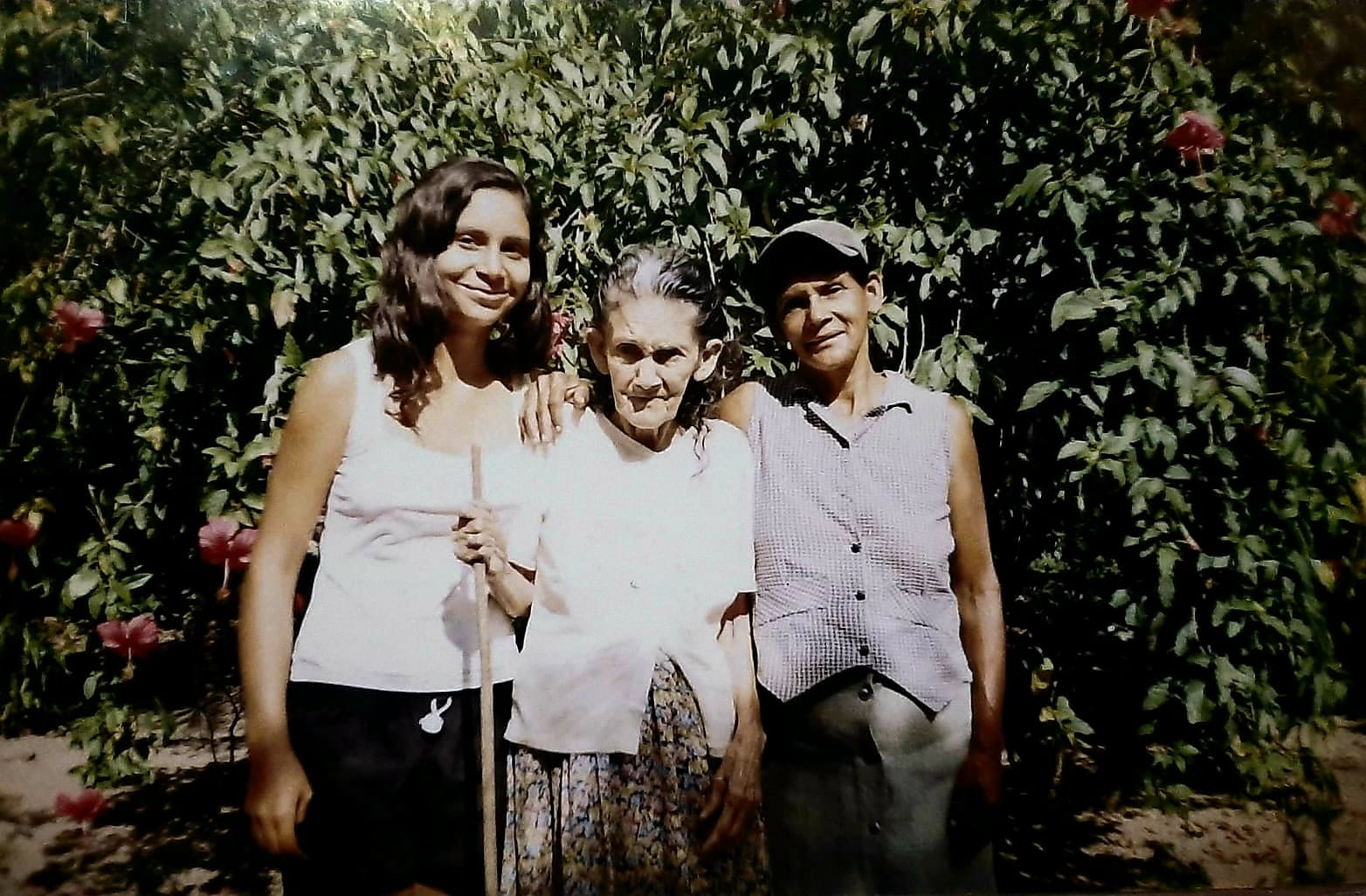
Lene Padilha junto de sua mãe e avó.

A cerâmica sempre esteve presente em sua vida desde o momento em que nasceu, aprendendo ainda na infância com sua mãe, mestra louceira, Maria Nazaré Furtado da Silva. e sua mãe, por sua vez. aprendeu com a avó. É um saber fazer que atravessa as gerações em sua família, dada por linha matrilinear, sendo uma atividade pura e exclusiva feminina. Pelo fato de a cerâmica estar presente em sua vida como um costume familiar, Padilha sempre viu o saber fazer cerâmica com normalidade, sem lhe despertar muito interesse, mas a partir do momento em que começou a pesquisar para seu TCC, "Fazer cerâmica nas comunidades de Vila-Que-era e Fazendinha: Estudo socioterminológico sobre um saber tradicional.", surgiu seu interesse, e percebeu o valor do legado da produção de panelas de barro e como isso faz parte da sua identidade e da cultura das mulheres louceiras de sua comunidade, compreendeu a importância do saber fazer cerâmica, e como isso faz parte da sua formação como indivíduo.

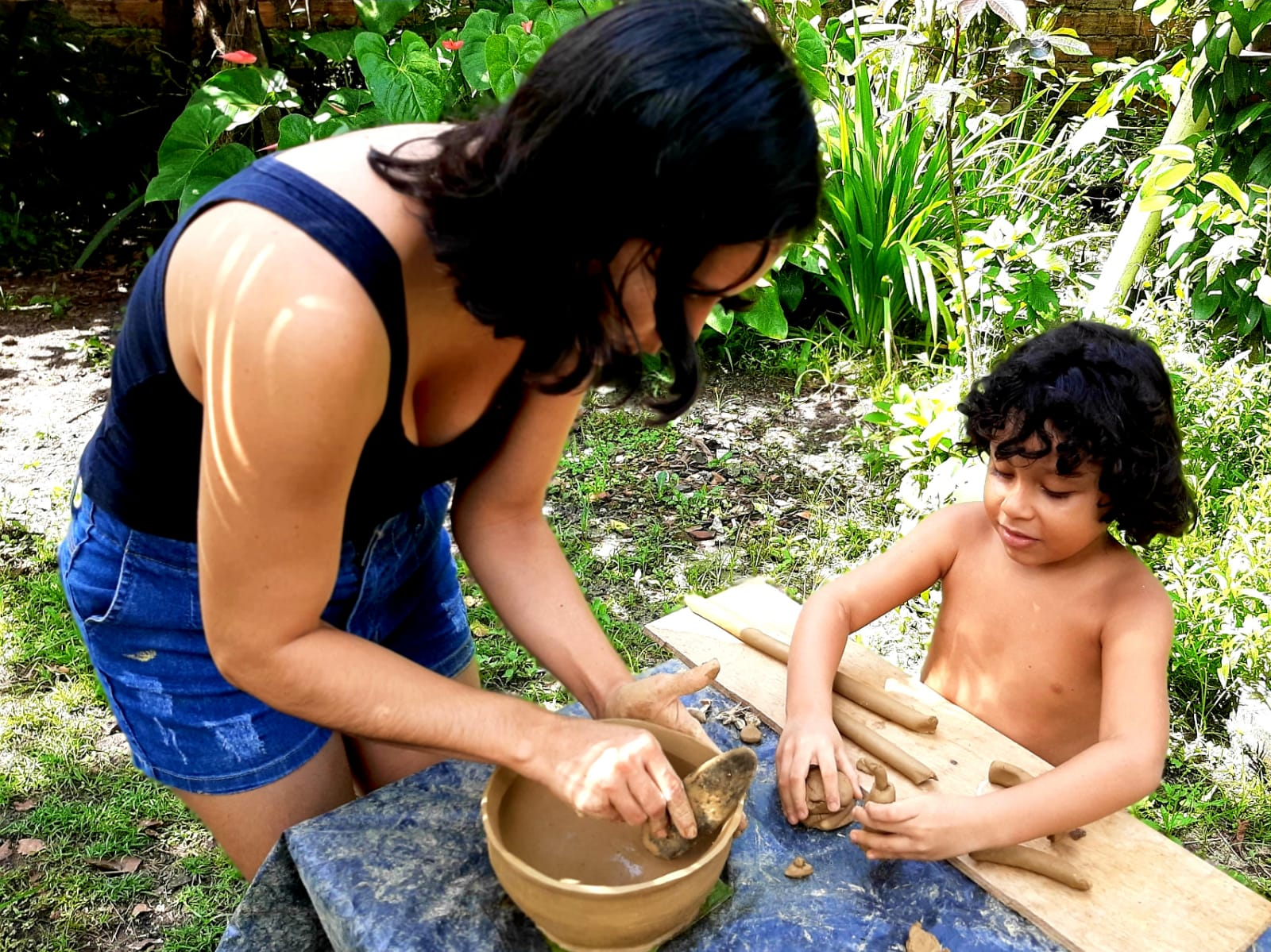
Lene Padilha e seu filho, Pedro Dion. A tradição em família atravessando gerações.

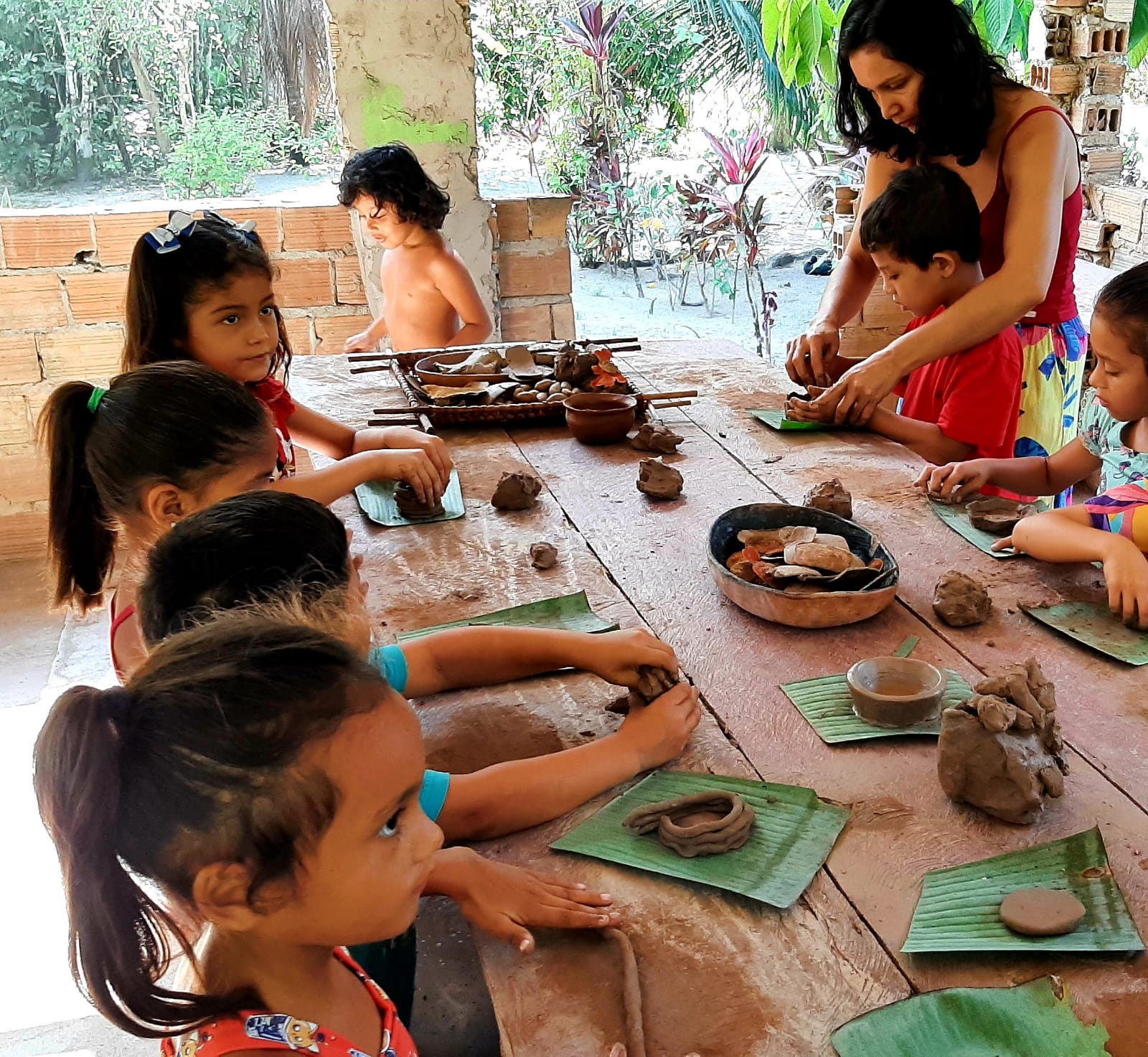
Lene Padilha ensinando crianças.

Em 2016, mudou-se para Soure, município na Ilha de Marajó, onde ficou por 5 anos, lá obteve contato com a produção de joias, Padilha conseguiu através de suas experiências e vivências, ir além da produção de panelas de barro, iniciando a produção de joias de cerâmica. Mesmo sendo dois objetos diferentes, e utilizando a mesma matéria prima (argila), para Lene, não há como separar os dois. Foi em Soure, onde se aprofundou na produção e começou a trabalhar profissionalmente junto com seu marido que também é ceramista, Délio Saraiva, com quem tem um filho, Pedro Dion. Mesmo produzindo em Soure, suas primeiras peças foram vendidas no Hotel Aruans, em Bragança-PA. Atualmente, Lene Padilha, junto com seu marido, tem um ateliê de cerâmica, denominado de "Loiça de Barro", que fica localizado na comunidade Camutá, onde vendem panelas, pratos, artigos de decoração e joias de cerâmicas. Para a criação e produção de suas joias, Lene afirma que foi algo natural, que não se contentaria em fazer somente panelas de barro, como foi lhe ensinado, e que foi na produção de joias que ela se encontrou profissionalmente. As suas joias de cerâmica carregam elementos do seu cotidiano e da cultura paraense, algumas são retratados a mitologia marajoara, artes rupestres, elementos da Marujada de São Benedito, Muiraquitã, e entre outros. Apesar das dificuldades e julgamentos enfrentados por ter escolhido ser ceramista ao invés de seguir a carreira de professora, a artesã ceramista não desaminou, e usa a arte do barro para continuar o legado deixado pelas mulheres louceiras de sua família; uns dos principais motivos que a incentiva a continuar trabalhando com a cerâmica, é o amor, o amor que sente pelo barro, por suas raízes amazônica. Suas maiores influências vem sendo sua mãe e marido. Seu maior desejo é que não se perca o saber fazer cerâmica das louceiras da comunidade Vila-Que-Era, e que continue sendo repassada para as futuras gerações esse ensinamento milenar, que começou com os povos originais da Amazônia.  

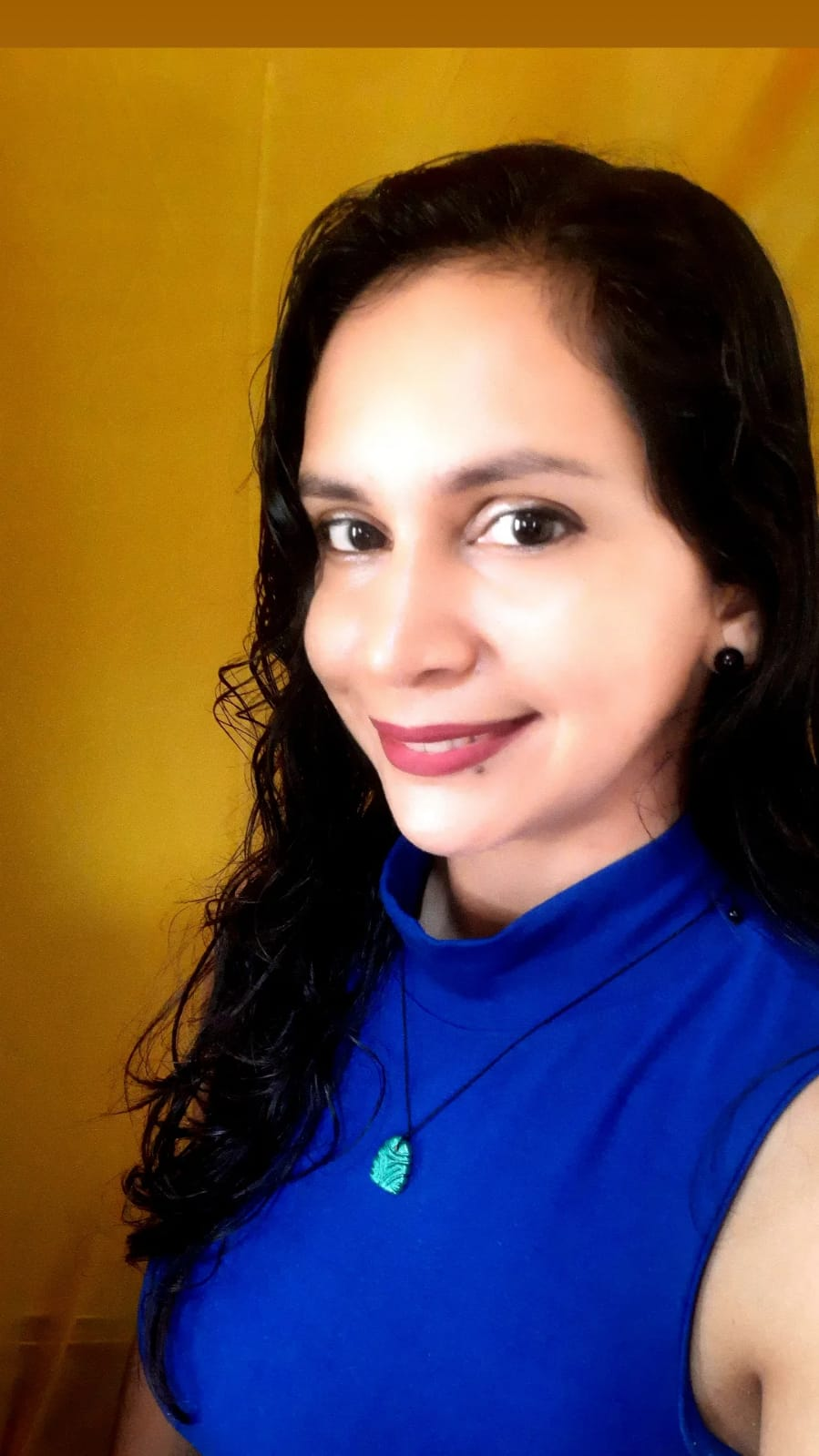
Lene Padilha, Ceramista e Professora do barro

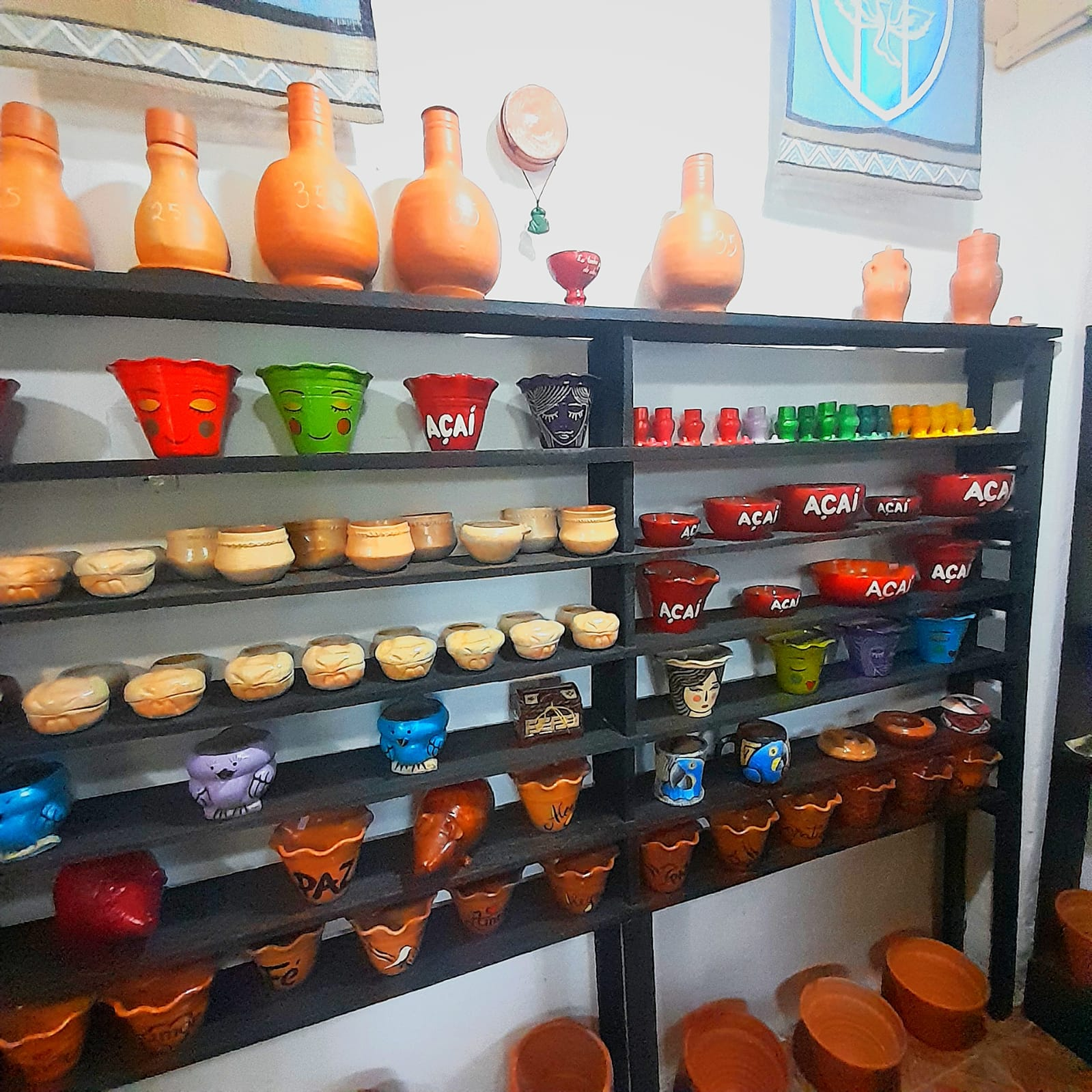
Fotografia exibindo a área interna do ateliê Loiça de Barro.

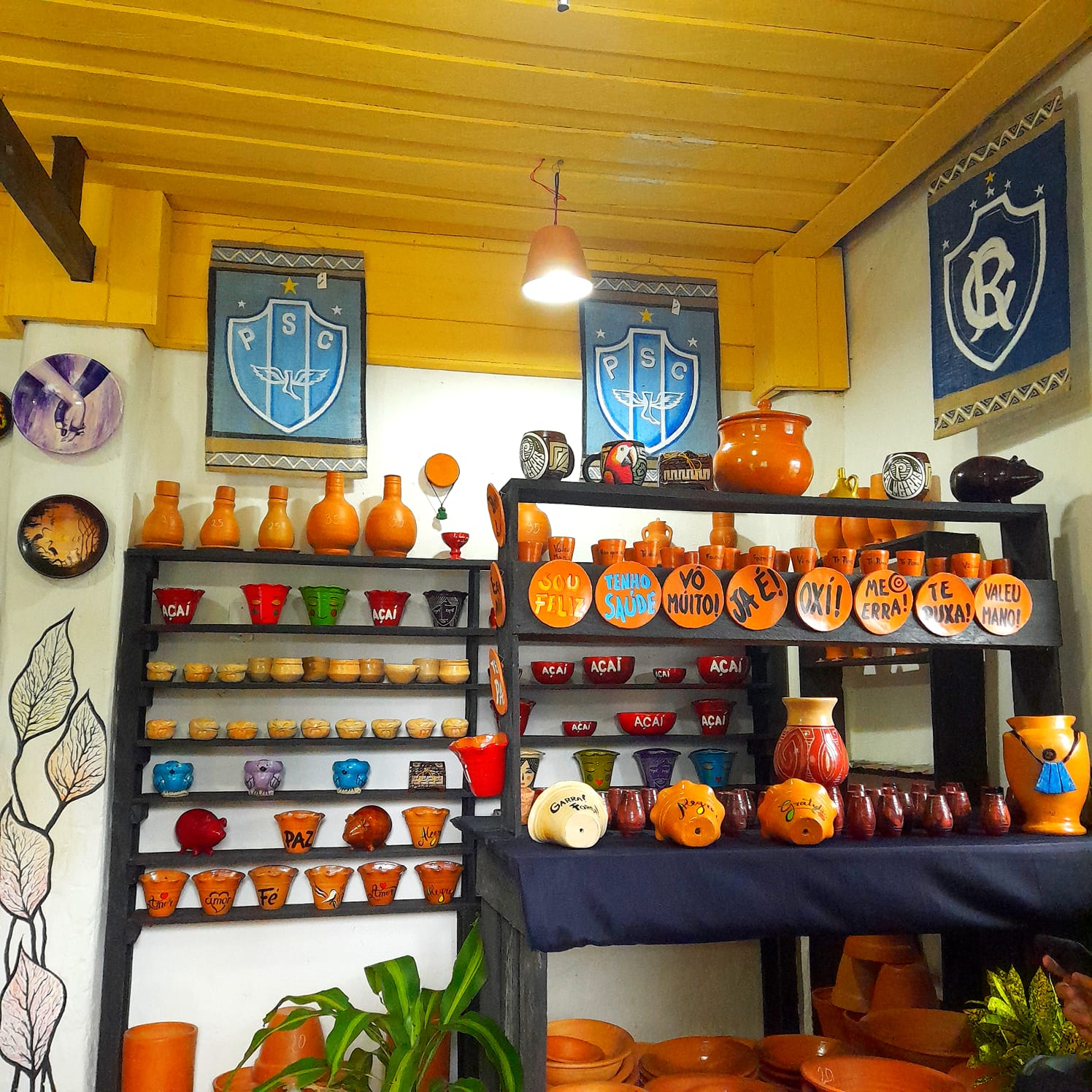
Fotografia exibindo peças de cerâmica do ateliê, Loiça de Barro.

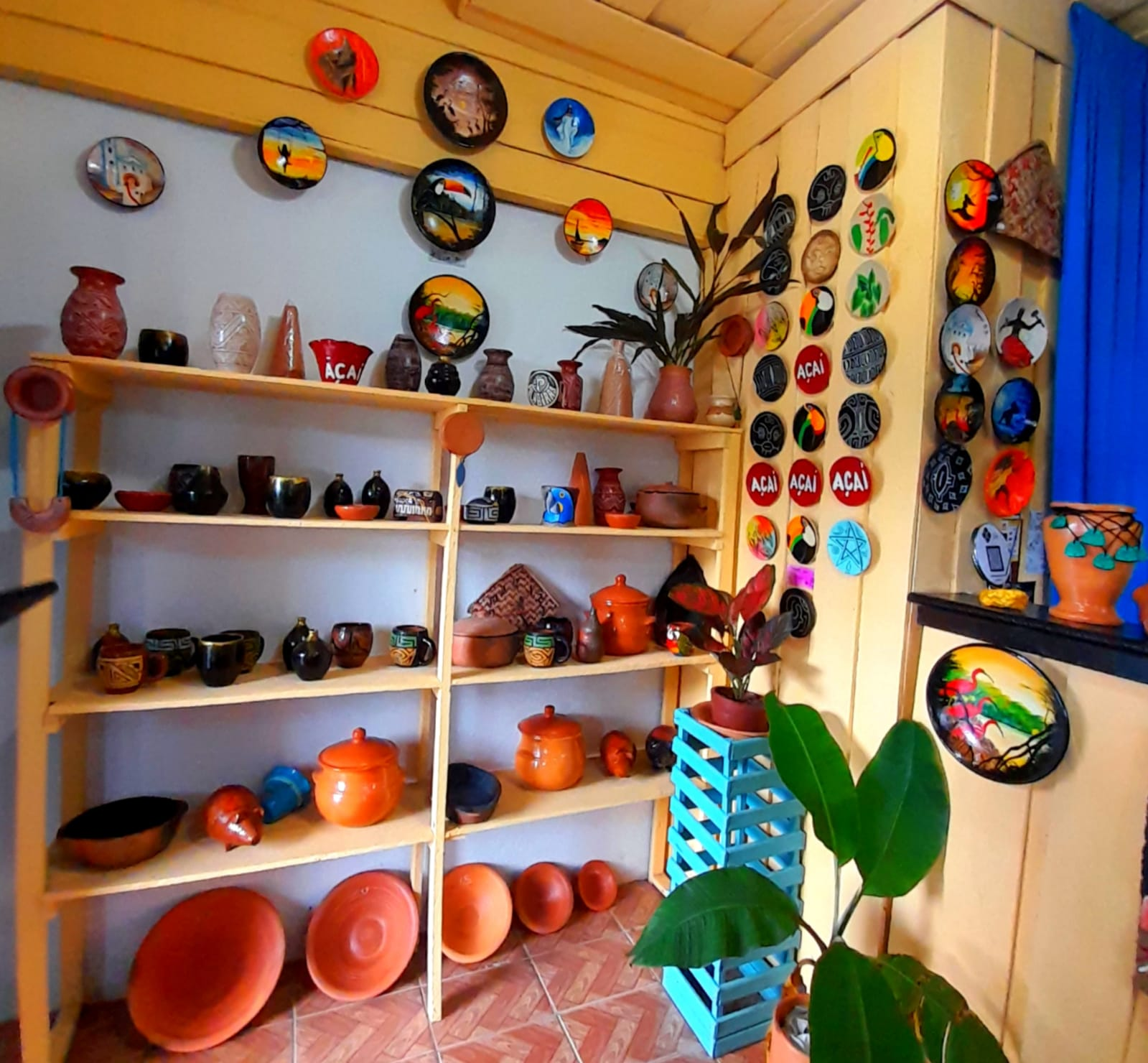
Fotografia exibindo peças de cerâmica do ateliê Loiça de barro.

## Projetos premiados
- Preamar de cultura e arte 2022 - Panela de barro: Cultura que ultrapassa gerações em Vila-Que-Era, Bragança-PA.
- Audiovisual - Lei Paulo Gustavo municipal 2023- Panela de barro de Vila-Que-era, cultura que atravessado gerações.
- Lei Paulo Gustavo 2023- Produção de panela de barro, replicado o passado especificamente na comunidade Camutá, Bragança-PA.

## Referência bibliográfica
1. LUZ, Laudlurdes de Fátima Carvalho. PADILHA, Rosilene Furtado. Fazer cerâmica nas comunidades de Vila-Que-Era e Fazendinha: estudo socioterminológico sobre um saber tradicional. 2015. TCC (Graduação) - Faculdade de Letras, Universidade Federal do Pará, Bragança-Para, 2015.
2. Sousa, Jocenilda Pires de; Reis, Maria Do Socorro Braga (1 de dezembro de 2016). «Uma viagem aos saberes dos moradores da Vila Que Era». Nova Revista Amazônica (3). 99 páginas. ISSN 2318-1346. doi:10.18542/nra.v4i3.6451. Consultado em 27 de abril de 2024[1]
3. ROSÁRIO, Samuel Antônio Silva. Saberes-Fazeres sobre a cerâmica caeteuara da comunidade "Vila Cuera" no município de Bragança-PA: um perspectiva etnofísica. Revista Atlante, 2019. Disponível em: < https://www.eumed.net/rev/altante/2019/07/saberes-fazeres-etnofisico.html >. Acesso em: 27/04/2024.

1. ↑  Sousa, Jocenilda Pires de; Reis, Maria Do Socorro Braga (1 de dezembro de 2016). «Uma viagem aos saberes dos moradores da Vila Que Era». Nova Revista Amazônica (3). 99 páginas. ISSN 2318-1346. doi:10.18542/nra.v4i3.6451. Consultado em 27 de abril de 2024